# Eumachia frutescens
Espèce

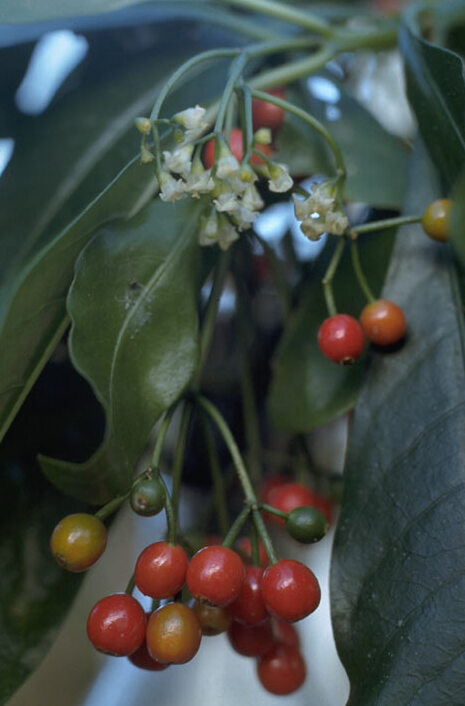
Fruits.

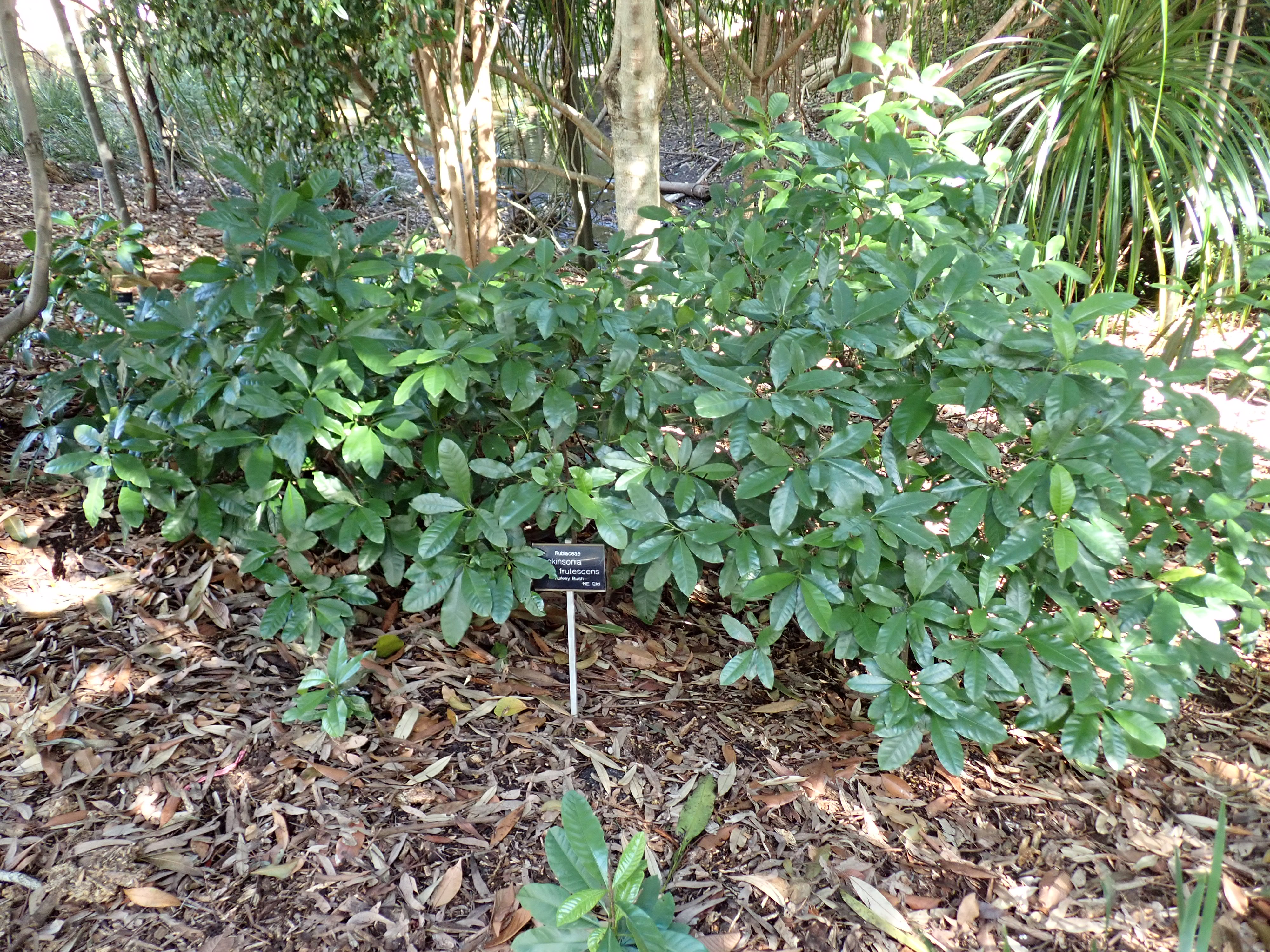
Eumachia frutescens au jardin botanique Mount Coot-tha de Brisbane.

Eumachiaia frutescens est une espèce de plantes à fleurs de la famille des Rubiaceae, endémique du nord du Queensland en Australie. C'est une plante de sous-bois avec des feuilles relativement grandes, des fleurs blanches en forme de tube et des drupes rouges.

## Répartition et habitat
Eumachiaia frutescens se rencontre dans la péninsule du cap York et dans le Nord-Est du Queensland, du niveau de la mer jusqu'à 800 m, généralement en forêt tropicale sèche.

## Description
Eumachiaia frutescens est une plante de sous-bois qui atteint généralement une hauteur d'environ 1-3 m avec des feuilles d'environ 180-200 mm de long et 30-60 mm de large avec des stipules largement triangulaires qui persistent, même lorsque les feuilles sont tombées. Les fleurs sont blanches, les pétales fusionnés à la base pour former un tube d'environ 3 mm de long et glabre à l'extérieur mais densément poilu à l'intérieur, les anthères d'environ 1,5-2 mm de long. Le fruit est une drupe rouge d'environ 10-12 mm de long et 7-8 mm de large, contenant généralement deux graines.

## Systématique
Le nom correct complet (avec auteur) de ce taxon est Eumachia frutescens (C.T.White) Barrabé, C.M.Taylor & Razafim..
Cette espèce a été décrite pour la première fois en 1942 par Cyril Tenison White sous le nom de Hodgkinsonia frutescens dans les Proceedings of the Royal Society of Queensland,.
En 2017, Laure Barrabé (d), Charlotte M. Taylor (d) et Sylvain G. Razafimandimbison (d) ont transféré l'espèce dans le genre Eumachia sous le nom de E. frutescens, dans la revue Candollea.
Ce taxon porte en anglais le nom vernaculaire ou normalisé suivant : turkey bush.
Eumachia frutescens a pour synonyme :
- Hodgkinsonia frutescens C.T.White

### Étymologie
L'épithète spécifique, frutescens signifie « qui devient touffu ».